# Never Let Go – Lass niemals los
Never Let Go – Lass niemals los (Originaltitel: Never Let Go) ist ein US-amerikanischer Survival-Horror-Thriller aus dem Jahr 2024, bei dem Alexandre Aja Regie führte und das Drehbuch von KC Coughlin und Ryan Grassby stammte. Die Hauptrolle in dem Film spielt Halle Berry.

## Handlung
Momma und ihre beiden kleinen Kinder Nolan und Samuel leben in einer Hütte in einem großen Wald. Bei ihnen lebt der Familienhund Kodda, der die Kinder auch bei ihren Ausflügen in den Wald begleitet und mit ihnen jagt. Laut Momma hat sich eine übernatürliche Macht namens „Das Böse“ über die ganze Welt ausgebreitet und sie sind die einzigen Überlebenden.
Momma wird von Visionen übernatürlicher Wesen heimgesucht, die ihre Söhne nicht sehen können, aber für real halten. Die Familie verbringt ihre Tage damit, Nahrung zu suchen und zu jagen. Um zu verhindern, dass „Das Böse“ sie berührt, was laut Mama zur Besessenheit führe, müssen alle Familienmitglieder – sobald sie das Haus verlassen – Taue anlegen, die sie mit dem Gebäude verbinden, welches Sicherheit bietet. Die Taue begrenzen gleichzeitig den Bewegungsradius der Kinder. Die Jungen müssen außerdem täglich ein Gebet zum Haus singen, um sich dafür zu bedanken, dass es sie vor „Dem Bösen“ beschützt.
Als die Kinder eines Tages auf Nahrungssuche sind, geraten Nolan und Samuel in einen Streit, der dazu führt, dass Nolan absichtlich auf Samuels Seil tritt, wodurch Samuel hinfällt, sich von seinem Seil löst und sich beim Sturz den Knöchel bricht. Nolan macht sich los, um zu versuchen, Samuel zu bergen. Die Jungen werden schließlich von Momma gerettet, die dabei „Dem Bösen“ in Gestalt ihrer Mutter begegnet. Nolan beginnt, an den Behauptungen seiner Mutter zu zweifeln und befragt Samuel zu dem, was er gesehen hat, als er nicht mehr mit dem Seil verbunden war, aber Samuel weist seinen Verdacht zurück.
Ungünstige Witterung zwingt die Familie, einen großen Teil ihrer Lebensmittelvorräte aufzubrauchen, und verhindert gleichzeitig, dass sie neue Lebensmittel anbauen oder jagen können. Unterdessen intensivieren sich Mommas Visionen. So erscheint ihr der Vater der Jungen und Ehemann, den sie getötet hat, außerdem eine 'böse' Version ihrer eigenen Mutter und ihr Vater sowie ein verstümmelter Nolan. Momma spürt den Hunger und die Unzufriedenheit ihrer Söhne und erzählt ihnen von ihrem alten Leben in der Stadt und zeigt ihnen eine alte Polaroid-Kamera mit zwei Aufnahmen aus ihrem 'alten Leben'. Zum Schluss erklärt sie den Jungen, dass die Kamera noch ein letztes nicht benutztes Foto enthalte. Dieses könne gemacht werden, wenn der 'richtige Moment gekommen' sei.
Als sie keine Nahrung mehr haben und gezwungen sind, Baumrinde zu essen, erklärt Momma, dass sie den Familienhund töten und essen müssen. Als Momma den Hund ins Gewächshaus bringt, um ihn dort zu schlachten, schneidet Nolan ihr Seil durch und sperrt sie im Gewächshaus ein in der Hoffnung, dass sie erkennen wird, dass „Das Böse“ nicht real ist. Momma begegnet allerdings „Dem Bösen“ in der Gestalt ihrer Mutter und begeht vor Nolan Augen Selbstmord. Samuel macht daraufhin Nolan für Mommas Tod verantwortlich. Während sie weiterhin allein hungern, wird Samuels Verhalten immer unberechenbarer und bedrohlicher.
Mit dem zusätzlichen Seil seiner Mutter wagt sich Nolan weiter hinaus und findet eine verlassene Asphaltstraße. Dort ruft er laut um Hilfe. Als er zum Haus zurückkehrt, begegnet er einem Wanderer, der seine Hilferufe gehört hat. Als der Wanderer angesichts Nolans Geschichte und seiner Lebensbedingungen zunehmend besorgt reagiert, bedroht Samuel ihn mit einer Armbrust. Obwohl Nolan und der Wanderer versuchen, die Situation zu deeskalieren, schießt ihn Samuel an. Nolan folgt dem schwerstverletzten Wanderer und findet ihn, als er den Notruf 911 anruft und stirbt. Nolan nimmt den mit Konserven gefüllten Rucksack an sich. In der Nacht kommt ein junges Mädchen auf das Grundstück, das die Tochter des Wanderers ist, und begegnet dort Samuel. Als sie bemerkt, dass Samuel die Taschenlampe ihres Vaters in der Hand hat, flieht sie, während er sie verfolgt. Das Mädchen schafft es, Samuel zu berühren.
Zurück im Haus versucht Samuel, der nun besessen ist und ein völlig unberechenbares Verhalten zeigt, Nolan zu töten. Er zündet das Haus an, während Nolan im Erdgeschoss seiner toten Momma gegenübersteht. Nolan schleppt Momma in einen kleinen Kriechraum unter dem Fußboden, der von ihr häufig als Verlies zur Bestrafung ihrer Söhne genutzt wurde, der aber jetzt den beiden Schutz vor dem Feuer bietet. „Das Böse“ streift Mommas Haut ab und erweist sich als eine reptilienartige Kreatur, die sich auflöst, als Nolan sie umarmt. Das Feuer zerstört das Haus und Samuel macht – vor dem Haus auf der Wiese sitzend – das letzte Foto mit der Polaroidkamera.
Rettungskräfte treffen ein und bergen Nolan aus den Überresten des völlig zerstörten Hauses. Als er mit dem Rettungshubschrauber abtransportiert wird, fragt Nolan, wo Samuel ist und sieht, dass auch er gerettet wurde. Der Hubschrauber erreicht eine bewohnte Stadt. Damit wird enthüllt, dass Momma in Bezug auf das Schicksal der menschlichen Zivilisation die ganze Zeit gelogen hat.
Samuel flüstert Nolan leise zu: „Sie liebt mich mehr“, während das letzte Polaroidbild eingeblendet wird. Was darauf zu sehen ist legt den Schluss nahe, dass „Das Böse“ doch real war und ihn berührt hatte.

## Veröffentlichung
Never Let Go feierte am 16. September 2024 im Regal Times Square in New York City Premiere und wurde in den Vereinigten Staaten am 20. September 2024 von Lionsgate veröffentlicht. In Deutschland erschien der Film am 26. September 2024 auf DVD und Blu-ray Disc sowie als Video-on-Demand.

## Kritik
„Ein minimalistisches Horrordrama, das lange um die Familienkonstellation kreist und dadurch einige Spannung gebiert. Allerdings vermag der Film seine Themen nicht zu verdichten und läuft zusehends auf klischeehafte Schreckmomente hinaus.“